# Volta a Eslovènia 2015
La Volta a Eslovènia 2015, 22a edició de la Volta a Eslovènia, es disputà entre el 18 i el 21 de juny de 2015 sobre un recorregut de 534,8  km repartits entre quatre etapes, amb inici a Ljubljana i final a Novo Mesto. La cursa formava part del calendari de l'UCI Europa Tour 2015, amb una categoria 2.1.
El vencedor fou l'esolovè Primož Roglič (Adria Mobil), per davant l'espanyol Mikel Nieve (Team Sky) i el també eslovè Jure Golčer (Felbermayr-Simplon Wels), segon i tercer respectivament. Davide Apollonio (GW Erco Shimano) guanyà la classificació per punts, Mauro Finetto (Southeast) la de la muntanya, Domen Novak (Adria Mobil) la dels joves i l'Adria Mobil la dels equips.

## Equips
L'organització convidà a prendre part en la cursa a tres equips World Tour, vuit equips continentals professionals, cinc equips continentals i un equip nacional:
- equips World Tour: Lampre-Merida, Team Katusha, Team Sky
- equips continentals professionals: GW Erco Shimano, Bardiani CSF, Colombia, Nippo-Vini Fantini, RusVelo, Southeast, Topsport Vlaanderen-Baloise, UnitedHealthcare
- equips continentals: Adria Mobil, Radenska Ljubljana, Meridiana Kamen Team, Felbermayr-Simplon Wels, d'Amico-Bottecchia
- equips nacional: Selecció d'Eslovènia

## Etapes
| Etapa | Data       | Recorregut                   |                           | Km       | Vencedor d'etapa         | Líder de la general   | Ref.  |
| ----- | ---------- | ---------------------------- | ------------------------- | -------- | ------------------------ | --------------------- | ----- |
| 1a    | 18 de juny | Ljubljana - Ljubljana        | contrarellotge individual | 8,8 km   | Artiom Ovetxkin (RUS)    | Artiom Ovetxkin (RUS) | [ 3 ] |
| 2a    | 19 de juny | Škofja Loka - Kočevje        | Etapa de mitja muntanya   | 182 km   | Pierpaolo De Negri (ITA) | Artiom Ovetxkin (RUS) | [ 4 ] |
| 3a    | 20 de juny | Dobrovnik - Trije Kralji     | Etapa de muntanya         | 178,5 km | Primož Roglič (SLO)      | Primož Roglič (SLO)   | [ 5 ] |
| 4a    | 21 de juny | Rogaška Slatina - Novo Mesto | Etapa accidentada         | 165,5 km | Marko Kump (SLO)         | Primož Roglič (SLO)   | [ 2 ] |

## Classificació final
|    | Ciclista                  | Equip                   | Temps       |
| -- | ------------------------- | ----------------------- | ----------- |
| 1  | Primož Roglič (SLO)       | Adria Mobil             | 13h 42' 16" |
| 2  | Mikel Nieve (ESP)         | Team Sky                | + 5"        |
| 3  | Jure Golčer (SLO)         | Felbermayr-Simplon Wels | + 8"        |
| 4  | Mauro Finetto (ITA)       | Southeast               | + 8"        |
| 5  | Diego Ulissi (ITA)        | Lampre-Merida           | + 14"       |
| 6  | Radoslav Rogina (CRO)     | Adria Mobil             | + 15"       |
| 7  | Salvatore Puccio (ITA)    | Team Sky                | + 32"       |
| 8  | Jan Polanc (SLO)          | Lampre-Merida           | + 44"       |
| 9  | Simone Stortoni (ITA)     | GW Erco Shimano         | + 51"       |
| 10 | Alexander Foliforov (RUS) | RusVelo                 | + 53"       |